# Joan Soler
Joan Soler Julià (ur. 1883, zm. 27 maja 1944) – hiszpański lekarz i działacz sportowy. 
Był doktorem medycyny i chirurgii w szpitalu św. Pawła w Barcelonie. Po zakończeniu hiszpańskiej wojny domowej rząd Francisco Franco nakazał utworzenie komitetu zarządzającego, który przejąłby kontrolę nad klubem piłkarskim FC Barcelona. Soler zgodził się stanąć na jego czele i 6 maja 1939 został prezesem klubu. Członkami komitetu były zarówno osoby, które już wcześniej pracowały dla FCB oraz osoby narzucone przez falangistów, których zadaniem była ścisła kontrola działań. Zadaniami stojącymi przed nowym prezesem było ponowne otwarcie Les Corts, reorganizacja administracji klubu i odbudowa składu. Wzmocnił szkolenie młodzieży, a jago głównego trenera zatrudnił Josepa Planasa.  13 marca 1940 został zwolniony ze stanowiska przez Hiszpański Komitet Olimpijski i Narodową Radę Sportu. Jego następcą został Enrique Piñeyro Queralt.